# Horváth Vince
Horváth Vince (Rácalmás, 1837. augusztus 4. – Újpest, 1912. augusztus 9.) színész. Hoch Sarolta férje.

## Életútja
A nagy lelkesedés mellett igazi tehetséggel és hivatottsággal lépett a színipályára. Eleinte a vidéki városok színpadjain küszködött, majd 1857–58-ban a Nemzeti Színházban volt némaszereplő. 1859-ben Veszprémben Csabay Pálnál szerepel, 1861-ben már a Budai Népszínháznál játszott, ahol a kitűnő Molnár György igazgatása alatt három évig működött egyfolytában. Azután néhány évi vidéki vándorlás után Debrecenbe került. Ekkor már kiforrott színész volt. Szerették is nagyon, úgy, hogy amikor a budapesti Népszínházhoz szerződött, a jó debreceniek alig tudtak tőle megválni. Ez a nagy szeretet a kiváló Horváth Vincét egész a sírjáig kisérte, mert öreg napjaiban, amikor nyugdíjából éldegélt, Debrecenből 60 koronát kapott havonta. 1865 és 1872 között Latabár Endre társulatában játszott, 1876-tól 1907-ig pedig a Népszínház tagja volt.

## Játékmodora
A budapesti Népszínházban 1876. április 22-én lépett fel a Falu rosszában, mint Gonosz bakter. Nagy sikere volt. A lapok egybehangzóan dicsérték természetes játékét, jóízű beszédét, magyaros kedélyét. E darabban később Feledi Gáspárt játszotta s ebben a rátarti, keménynyakú magyar szerepében is kitűnő volt. Általában Horváth Vincét már külső megjelenése is az öreg paraszt szerepekre utalta. 
Kerekképű, zömök alak volt már budai színész korában is; később a haladó életkorral egész terjedelmessé vált. De nemcsak a teste, hanem belső színészi eszközei is meglehetősen szűk szerepkörre szorították. Annál nagyobb az érdeme, hogy ebben a szűk szerepkörben is változatos tudott lenni. A Tolonc első előadásán (1876. május 26-án) Mravcsákot játszotta, még pedig olyan kitűnően, hogy a kiváló Tihanyi Miklós, aki néhány napra rá szintén eljátszotta ezt a szerepet, meg sem közelítette. Horváth sikere e darabban annál váratlanabb volt, mert őt addig csak jóízű magyar alakjairól ismerték és Mravcsákban olyan tótba oltott nemzetközi zagyva beszédet produkált, amelyből minden nemzet mondhatott volna valamit a magáénak. A Sárga csikóban a csárdásgazdát játszotta. Ezt a szerepet később – különösen a vidéki színpadokon – afféle ugri-bugri figurának játszották.
Horváth Vince maga volt a megtestesült ázsiai mozdulatlanság, de e mögül a nagy pusztai nyugalom mögül csak úgy áradt a magyar humor. Igazi csárdásgazda volt. Mintha csak a nagy kunsági pasztákról került volna ide. A Piros bugyellárisban zamatos Hájas ispán volt, amikor legényes kis bajuszát pedergetve, gömbölyű termetével ott illegette magát a kackiás Török bíróné körül, csak úgy áradt belőle a kövérség komikuma. Mert az ő kövérsége élő valóság volt, nem pedig élettelen kitömöttség. Volt egy szerepe, egy pesti hordár s ő, aki annyira magyar volt, ebben a szerepben cvikkeres arcával, két oldalt lelógó szakállával s minden megnyilvánulásában olyan zsidós tudott lenni, mintha csakugyan az lett volna. Sok kis szerepet játszott, de akármilyen kicsi volt is a szerepe, többnyire nagyot tudott belőle csinálni, mert őseredeti tehetség volt. Szerepeiben keresetlen, de öntudatos művészet nyilvánult.

## Fontosabb szerepei
- De Silva (Gutzkow: Uriel Acosta)
- Gonosz Pista, Feledi Gáspár (Tóth Ede: A falu rossza)
- Mravcsák (Tóth Ede: Tolonc)
- Lábszíj (Nestroy: Lumpacius vagabundus)
- Maston (Csepreghy F.: Utazás a holdba)
- Bakaj András (Csepreghy F.: Sárga csikó)
- Hájas ispán (Csepreghy: A piros bugyelláris)

## Működési adatai
1860–64: Pozsony, Szeged, Molnár György; 1864: Szilágyi Béla; 1865: Ressler István; 1872–75: Szabó József; 1875: Bogyó Alajos, Mándoky Béla.